# 卡拉庫姆沙漠
卡拉庫姆沙漠或中央卡拉库姆沙漠（土庫曼語：Garagum，意即「黑沙」）是位於中亞的一個沙漠，覆蓋著現今土庫曼斯坦百分之七十的面積，面積約35萬平方公里，西面是裡海、北面是鹹海、東北面是克孜勒庫姆沙漠，東南面是阿姆河与兴都库什山脉。沙漠上人口稀少，平均每6.5平方公里才有一個人。雨水亦同樣稀少，可能十年才下一次雨。

## 交通水利

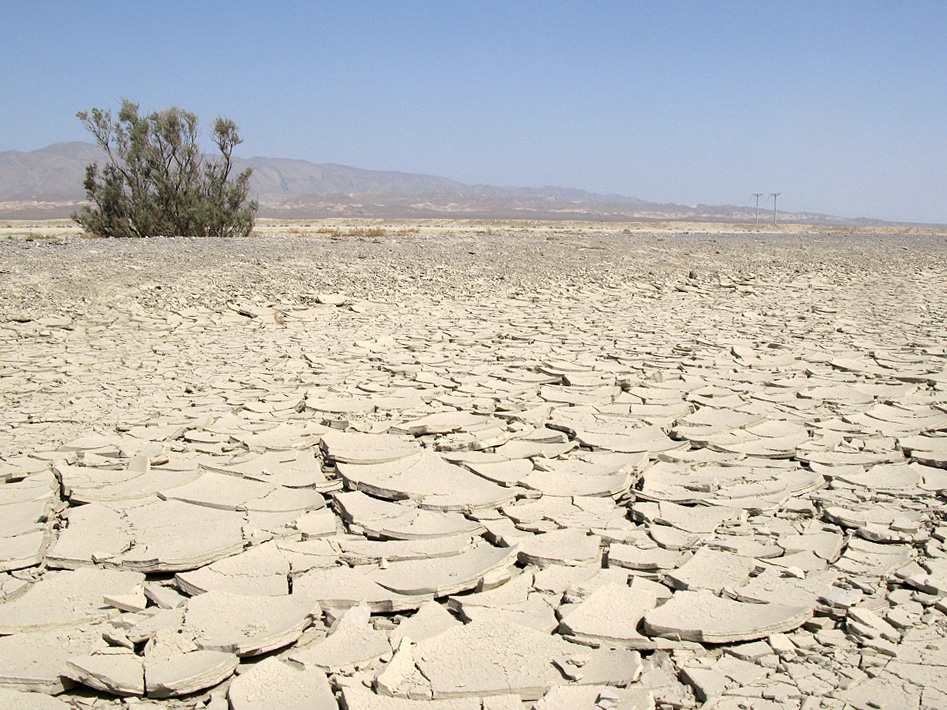
卡拉庫姆沙漠

沙漠的南面有從興都庫什山脈流下來的穆爾加布河及捷詹河（又名哈里河），往西流至卡拉庫姆沙漠然後逐漸枯竭掉。
世上最大的灌溉運河─卡拉庫姆運河─橫跨在卡拉庫姆沙漠之上。運河在1988年完工，全長1,375公里，每年輸水量達13-20立方公里。不幸的是，運河漏水使沿途形成湖泊，並提升了地下水的水位，使廣泛土地遭到鹽害。
中亞鐵路橫貫卡拉庫姆沙漠。

## 經濟與資源
馬雷市及捷詹（Tejen）綠洲以種植棉花聞名。此外，該區有豐富的石油及天然氣礦藏。有「地獄之門」之稱的達瓦札天然氣坑（40°15′17.68″N 58°26′22.06″E / 40.2549111°N 58.4394611°E）便是位於卡拉庫姆沙漠之中。